# Paràbola dels talents

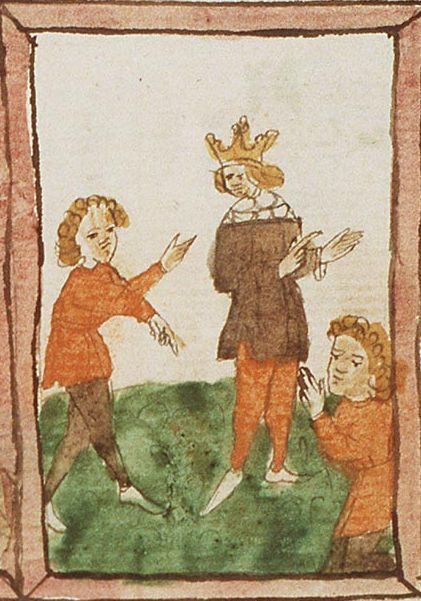
Il·lustració de la paràbola

La paràbola dels talents és una narració explicada per Jesús recollida a l'Evangeli segons Mateu (Mt, 25:14-30), una de les al·legories més conegudes del Nou Testament.

## Argument
Un amo que ha de fer un llarg viatge deixa temporalment la seva riquesa repartida entre tres servents: a un li dona cinc talents, a l'altre dos i al tercer un de sol. Quan torna, els demana comptes de la seva gestió. Els dos primers han multiplicat la seva suma per dos i reben iguals elogis, mentre que el tercer, per por de perdre els diners, havia guardat en un lloc segur el talent. El senyor s'emprenya contra aquest servent, li pren el talent per a donar-lo a qui en tenia cinc i el fa fora de les seves terres.

## Anàlisi
Les interpretacions d'aquesta història són diverses. La major part fan referència a la responsabilitat, amb els dons que Déu ha donat a cadascú: s'ha de treure el màxim profit, no es poden deixar sense treballar i qui més té, més ha de fer (per això el de cinc i el de dos reben la mateixa felicitació: han doblat la seva quantitat, importa el canvi i no la suma final o aquella inicial). Els talents, encara que es refereixin a una moneda jueva, adquiririen doncs l'altre significat, el de virtuts o qualitats. Cada persona rep diferents característiques i Déu tan sols demana comptes d'allò rebut, no de més. El judici de l'amo seria el paral·lel del judici final, on Déu fa una repassada del retiment de la vida de cadascú i obra en conseqüència (qui ha desaprofitat la seva existència, és condemnat a l'expulsió de les terres de l'amo, del cel).
Joachim Jeremias afirma que el viatge de l'amo és l'ascens de Jesús al cel, i que torna en la segona vinguda o parusia, en una variant de la primera interpretació. El fet d'assimilar les terres del senyor amb el paradís és reforçat per la paràbola precedent, la paràbola de les deu verges, en què es fa referència explícita al Regne de Déu).
Han aparegut també interpretacions negatives de la paràbola, retraient que se centri en coses materials, en el caràcter cruel i ambiciós de l'amo, lluny dels veritables ensenyaments cristians, que acullen i perdonen. Es posa en relleu que el tercer servent ha tornat tal qual la suma, sense necessitat de fer-la créixer per cobdícia, però sense perdre-la.
Els versets finals, en què l'amo dona el talent del tercer servent al primer, són força polèmics i han donat lloc a l'efecte Mateu en ciència i educació: qui més en té, més en rep. La paràbola llavors s'hauria de llegir d'una altra manera: qui té més dons o més recursos, sempre acaba per aconseguir més resultats finals (aconsegueix cinc talents de més, i a sobre rep el de l'amo), caient en un cert determinisme social (tot i les lloances i l'esforç, el segon servent obté menys guany que el primer). A la inversa, els més desposseïts, acaben sense el mínim que tenien, en el que alguns han llegit com una crítica (o descripció) del comportament del capitalisme, aplicable a individus o pobles sencers.
A l'evangeli segons Lluc hi ha una història semblant, que parla de cinc mines (una altra moneda de l'època), que reforça la hipòtesi que els tres evangelis sinòptics procedeixen d'una mateixa font, anomenada Font Q.